# Hollandsche IJsselkering

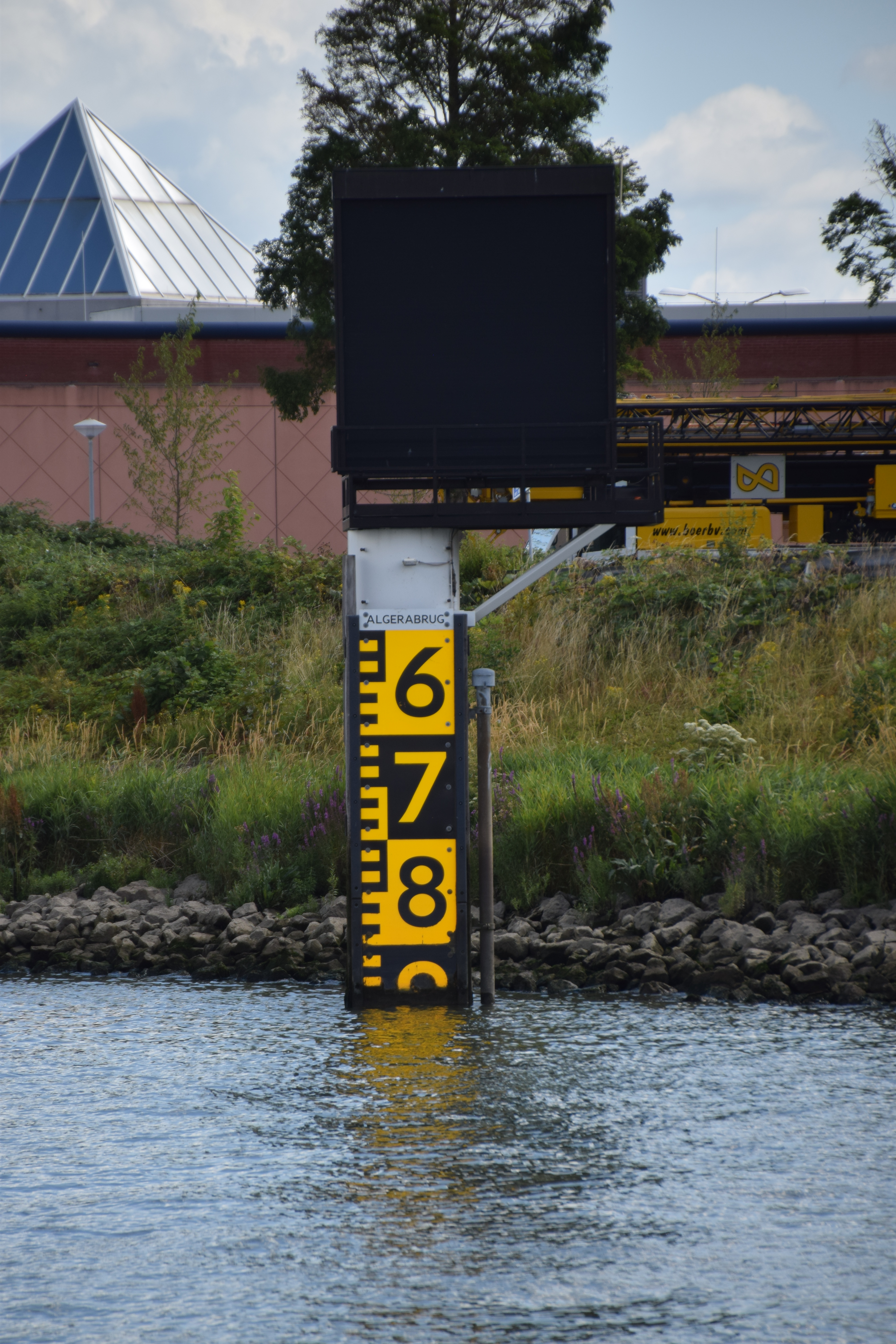
Doorvaarthoogte van de Algerabrug

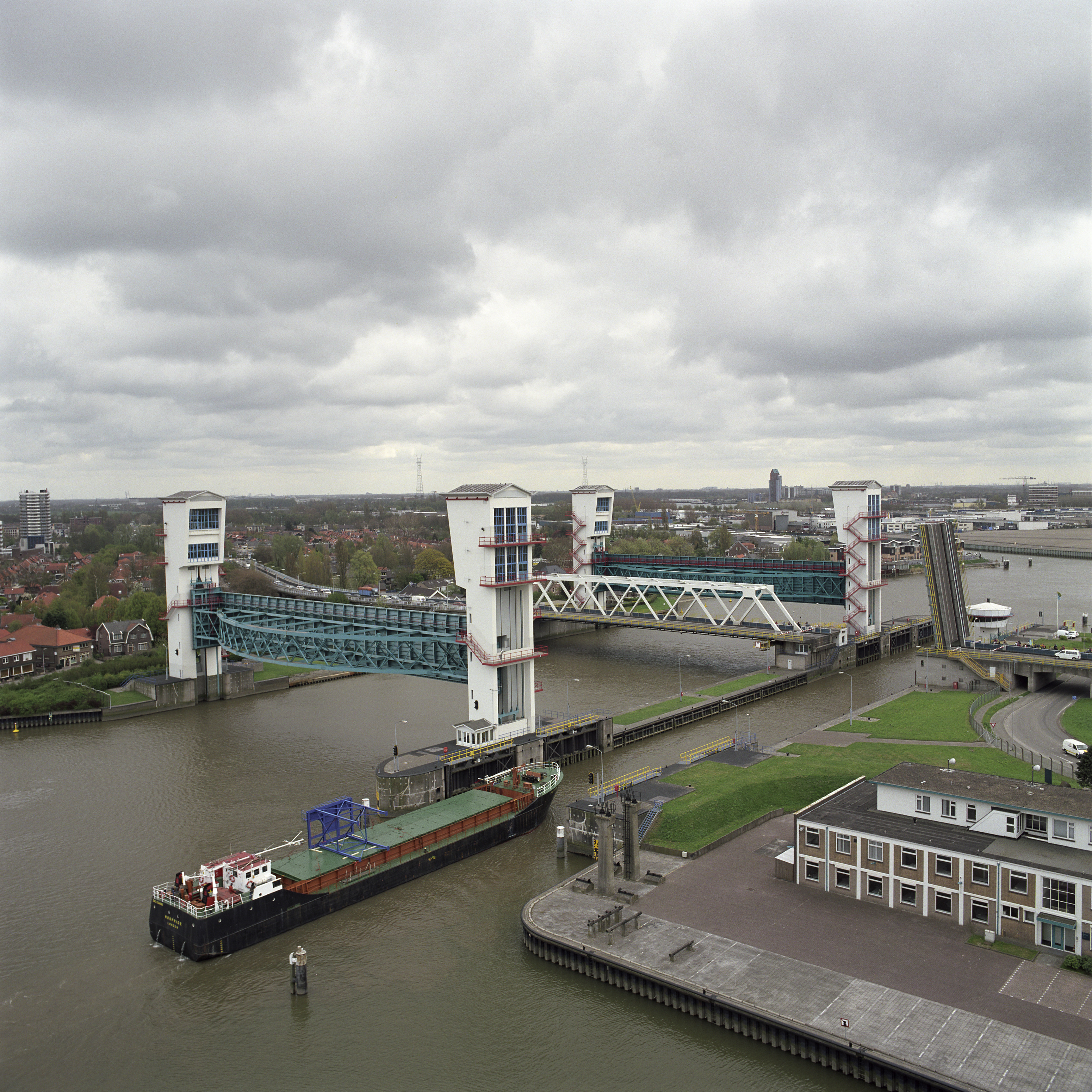
De Stormvloedkering met een geopende Algerabrug

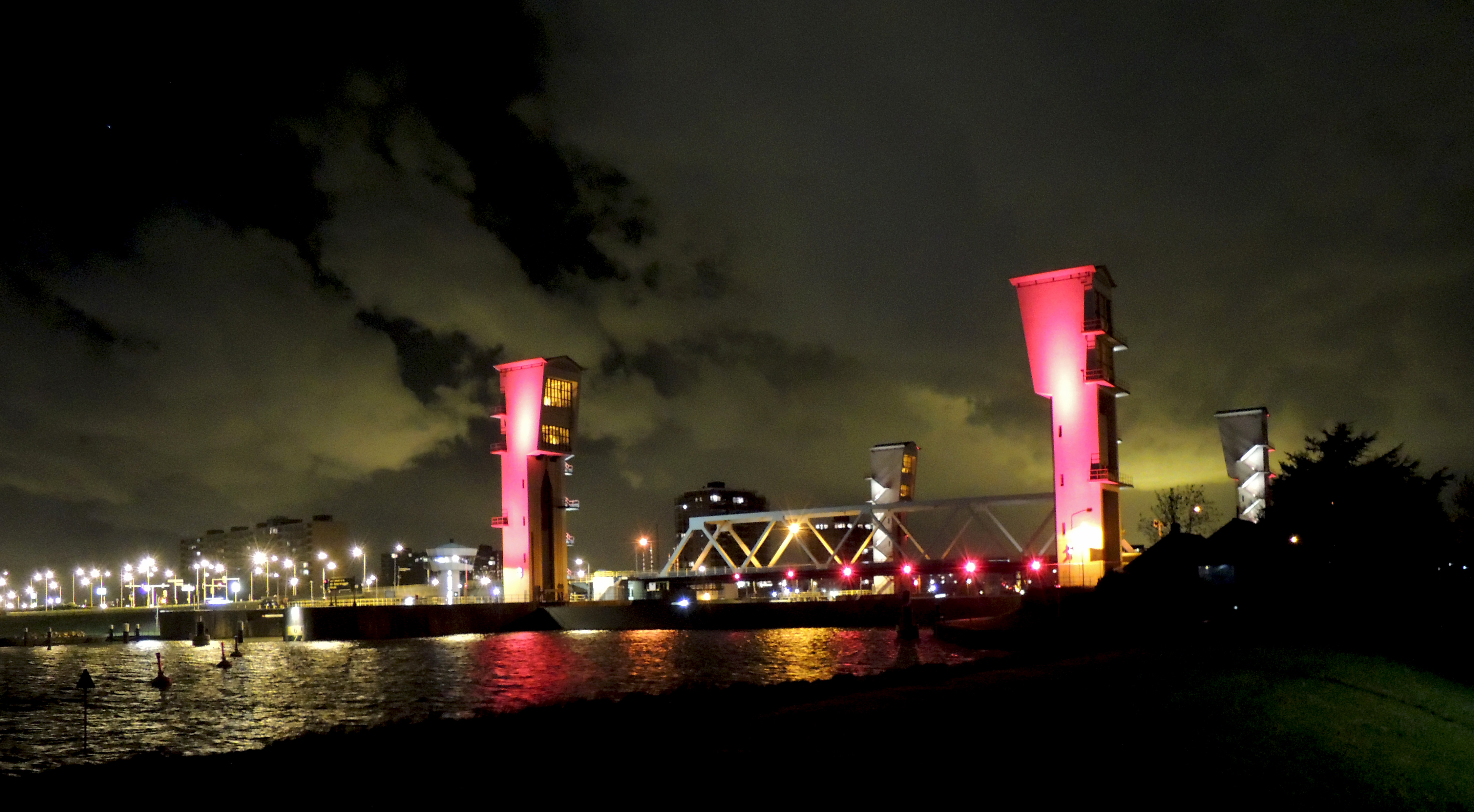
Gesloten stormvloedkering Hollandse IJssel. Rood verlichte Algerabrug (6 december 2013)

De Hollandsche IJsselkering, Stormvloedkering Hollandse IJssel, of Algerakering is een stormvloedkering in de Hollandse IJssel, in de Nederlandse provincie Zuid-Holland, die dient om te voorkomen dat bij extreem hoogwater te veel water landinwaarts komt. Het is het oudste kunstwerk van de Deltawerken. De kering in de Hollandse IJssel sluit nul tot zes keer per jaar.
In januari 1954, nog geen jaar na de Watersnood werd begonnen met de eerste baggerwerkzaamheden. Op 6 mei 1958 werd de eerste schuif voor het eerst neergelaten als proef. Later dat jaar, op 22 oktober, werd de Stormvloedkering Hollandse IJssel in gebruik genomen. De kering wordt vaak “Algerakering” genoemd, maar heeft nooit deze naam gedragen. De verwarring is ontstaan omdat de naastgelegen brug wel officieel genoemd is naar de twaalf dagen eerder wegens gezondheidsredenen afgetreden minister van Verkeer en Waterstaat Jacob Algera (zie hieronder). De architecten waren J.A.G. van der Steur jr. en H.G. Kroon.

## Kering
De stormvloedkering is gebouwd in de Hollandse IJssel op de gemeentegrens van Capelle aan den IJssel en Krimpen aan den IJssel, ten oosten van Rotterdam. Omdat de Hollandse IJssel een belangrijke scheepvaartroute is, kon deze niet worden afgesloten met een dam. Anderzijds zou door een afsluiting de drinkwatervoorziening in een groot deel van Zuid-Holland zekerder kunnen worden door minder instroom van zout water in de polders. Daarom werd gekozen voor een stormvloedkering met twee beweegbare schuiven die tussen betonnen torens hangen. Er is gekozen voor twee afzonderlijk te bedienen schuiven om de faalkans zo klein mogelijk te maken. Om budgettaire redenen is de tweede schuif pas in 1976 aangebracht. Normaal gesproken varen de schepen onder de schuiven door. Alleen bij zeer hoog water worden de schuiven neergelaten, waardoor de rivier volledig is afgesloten. Schepen tot en met CEMT-klasse Va kunnen dan nog passeren via de Algerasluis, een direct noordwestelijk van de kering gelegen schutsluis die een breedte heeft van 23,9 meter, en een lengte van 139 meter. Met laagwater is 120 meter beschikbaar. Over de sluis is een basculebrug met een doorvaarthoogte, in gesloten toestand, van 7,11 meter.
De twee schuiven van de kering zijn ruim tachtig meter breed en 11,5 meter hoog zijn ieder tussen twee torens met een hoogte van 45 meter aan staalkabels opgehangen.
Als de schuiven omhoog staan zijn de vier torens waar de schuiven tussen bevestigd zijn, blauw verlicht. De doorvaarthoogte is dan 8,4 meter NAP. Vaartuigen die hoger zijn, bijvoorbeeld zeilboten, moeten via de Algerasluis. Indien de schuiven naar beneden zijn, zijn de torens rood verlicht. Op deze manier is ook in het donker te zien wanneer de kering is gesloten, wat wel zo veilig is voor schepen.
Desondanks is 28 oktober 1998 ’s nachts even na vier uur bij noodweer en slecht zicht het motortankschlp "Gouwestroom", geladen met kerosine, frontaal en in volle vaart tegen de neergelaten schuif van de stormvloedkering gevaren. De schuif van de kering raakte daarbij zwaar beschadigd. Direct daarop werd de reservekering gesloten. Van 27 april 2000 tot 12 september 2000 werd de schuif uitgenomen, gerepareerd en weer teruggeplaatst. De schade bedroeg zo n 2,7 miljoen euro. In oktober 2000 was de gerepareerde schuif in de kering weer operationeel.
De totale kosten van de Stormvloedkering Hollandse IJssel bedroegen ongeveer veertig miljoen gulden.
Op de Open Monumentendag van 2018 is de kering aangewezen als rijksmonument.

## Algerabrug
Over de kering werd de Algerabrug aangelegd, de eerste grote vaste oeververbinding tussen de Krimpenerwaard en het vasteland van Zuid-Holland. Deze brug is tegelijk met de kering in gebruik genomen. Door de echtgenote van de onlangs daarvoor om gezondheidsredenen afgetreden minister Algera werd de naam “Algerabrug” onthuld. Deze verbinding maakt deel uit van de N210.
De brug is gelegen op de westelijke zijde van de stuw en sluis. Het is de enige vaste oeververbinding van de Krimpenerwaard ten westen van de lijn Gouda-Bergambacht. De brug telt 3 rijstroken, waarvan een wisselstrook. Aan de westzijde bevindt zich een apart fietspad. De brug is een knelpunt voor het autoverkeer tijdens de spitsuren. In 2009 werd de brug gerenoveerd. Bij extreem weer (sneeuw, gladheid en windstoten) kan de brug afgesloten worden. Dit gebeurde tijdens het extreme sneeuwweer in december 2005.

## Maeslantkering
Door de komst van de Maeslantkering in 1997 is het achterliggende gebied beter beschermd, maar de Hollandsche IJsselkering is er niet overbodig door geworden. De schuiven worden eerder neergelaten bij storm en springtij dan dat de Maeslantkering zou sluiten. De beslissing om de Maeslantkering in werking te zetten wordt door computers genomen en die kering gaat alleen dicht bij extreem gevaar, de Hollandsche IJsselkering is dan al lang dicht. De procedure om de Maeslantkering te sluiten duurt ook veel langer en neemt vele uren in beslag, terwijl de Hollandsche IJsselkering in ongeveer een half uur gesloten kan worden.

## Recente sluitingen
| Sluiting         | Opening          | Bijzonderheden                                                 |
| ---------------- | ---------------- | -------------------------------------------------------------- |
| 5 december 2013  | 6 december 2013  | Sluiting wegens zware storm en springtij                       |
| 21 oktober 2014  | ?? oktober 2014  | Sluiting wegens herfststorm                                    |
| 31 maart 2015    | 31 maart 2015    | Sluiting wegens voorjaarsstorm                                 |
| 12 januari 2017  | 12 januari 2017  | Sluiting wegens januaristorm en springtij                      |
| 13 januari 2017  | 13 januari 2017  | Sluiting wegens januaristorm en springtij                      |
| 8 december 2017  | 8 december 2017  | Sluiting wegens hoogwater                                      |
| 3 januari 2018   | 3 januari 2018   | Sluiting wegens westerstorm                                    |
| 16 januari 2018  | 16 januari 2018  | Sluiting wegens hoogwater                                      |
| 17 januari 2018  | 17 januari 2018  | Sluiting wegens hoogwater                                      |
| 1 februari 2018  | 1 februari 2018  | Sluiting wegens hoogwater                                      |
| 9 december 2018  | 9 december 2018  | Sluiting wegens hoogwater                                      |
| 8 januari 2019   | 8 januari 2019   | Sluiting wegens hoogwater                                      |
| 10 februari 2020 | 10 februari 2020 | Sluiting wegens hoogwater                                      |
| 21 oktober 2021  | 21 oktober 2021  | Sluiting wegens hoge waterstand                                |
| 5 januari 2022   | 5 januari 2022   | Sluiting wegens springtij en harde wind                        |
| 31 januari 2022  | 31 januari 2022  | Sluiting wegens springtij en hoogwater                         |
| 16 januari 2023  | 16 januari 2023  | Sluiting wegens hoge waterstand                                |
| 2 november 2023  | 2 november 2023  | Sluiting wegens hoge waterstand als gevolg van de Storm Ciaràn |
| 21 december 2023 | 21 december 2023 | Sluiting wegens hoge waterstand als gevolg van de Storm Pia    |

### Proefsluitingen
In het stormseizoen (oktober tot april) wordt de kering iedere maand getest door middel van een proefsluiting.